# Wagneriala minima
Wagneriala minima är en insektsart som först beskrevs av Sahlberg 1871.  Wagneriala minima ingår i släktet Wagneriala och familjen dvärgstritar. Enligt den finländska rödlistan är arten sårbar i Finland. Enligt den svenska rödlistan är arten sårbar i Sverige. Arten förekommer i Götaland, Öland och Svealand. Artens livsmiljö är åsmoskogar. Inga underarter finns listade i Catalogue of Life.